# Phytomyza soenderupiella
Phytomyza soenderupiella är en tvåvingeart som beskrevs av Spencer 1976. Phytomyza soenderupiella ingår i släktet Phytomyza och familjen minerarflugor.
Artens utbredningsområde är Danmark. Arten har ej påträffats i Sverige. Inga underarter finns listade i Catalogue of Life.